# 莱布瓦
莱布瓦（法語：Les Bois，法語發音：[le bwa]）是瑞士汝拉州的一個市鎮，面積24.74平方公里，海拔高度1,034米，2011年人口1,155，六成半人口信奉羅馬天主教，人口密度每平方公里47人。由於侏羅州位在瑞士法語區的範圍內，莱布瓦有九成以上的人口是以法語作為母語，德語與義大利語族群佔少數。